# Grande Prêmio da Itália de 1980
Resultados do Grande Prêmio da Itália de Fórmula 1 realizado em Imola em 14 de setembro de 1980. Décima segunda etapa da temporada, teve como vencedor o brasileiro Nelson Piquet, da Brabham-Ford. Ao seu lado no pódio estavam Alan Jones e Carlos Reutemann, os quais garantiram o primeiro título mundial de construtores para a Williams-Ford.

## Resumo

### Ímola estreia na Fórmula 1
Construído em 1953 sob o nome "Autódromo Enzo e Dino Ferrari", o circuito de Ímola foi palco de duas corridas extraoficiais na história da Fórmula 1, a primeira vencida por Jim Clark com sua Lotus em 21 de abril de 1963 e a mais recente em 16 de setembro de 1979. Neste último caso, a vitória de Niki Lauda com a Brabham foi um evento homologatório para a pista italiana receber a categoria a partir de 1980, mas tirar de Monza o Grande Prêmio da Itália é algo indiretamente vinculado ao grave acidente de 1978 que resultou na morte de Ronnie Peterson e com a necessidade de novas obras visando o aumento da segurança nas dependências do vetusto circuito italiano, embora a ideia de duas etapas no país não seja inédita, afinal em 1957 o "país da bota" realizou sua prova ao lado do Grande Prêmio de Pescara.
Ímola chega aos anos 1980 com uma pista de 5 km de extensão talhada para corridas em alta velocidade especialmente nos trechos de reaceleração insertos na Variante Baixa, Tamburello e na freada para a Tosa, tendo a Piratella como curva de média velocidade e três chicanes (Acque Minerale, Variante Alta e Variante Baixa), além de dois bons pontos de ultrapassagemː (de novo) na freada para a Tosa e na chegada para a Rivazza.

### Sexta-feira agitada na Itália
Dentre os pilotos em atividade, apenas Emerson Fittipaldi, Mario Andretti e Jody Scheckter venceram o Grande Prêmio da Itália, país onde os mesmos sagraram-se os campeões mundiais na década de 1970, mas para os tifosi, o ocaso da Ferrari em 1980 trouxe Bruno Giacomelli à ribalta dado o jejum de vitórias nativas desde Ludovico Scarfiotti em 1966, a sexta vitória da Casa de Maranello em Monza. O desempenho de Giacomelli, terceiro colocado no Grande Prêmio dos Países Baixos até errar e cair de posição voltas antes de abandonar por causa de um acidente, elevou as expectativas sobre o italiano da Alfa Romeo.
No treino de sexta-feira a Renault capturou as melhores posições com Jean-Pierre Jabouille e René Arnoux, mas o destaque do dia foi Bruno Giacomelli em terceiro lugar com a Alfa Romeo, à frente de Alan Jones e Nelson Piquet. Nesta mesma sessão um fato burlesco chamou a atenção do público quando a Arrows de Manfred Winkelhock saiu da pista na Variante Alta e ao voltar ao asfalto chocou-se com a Lotus de Nigel Mansell, vítima de uma escapada similar naquele mesmo local há alguns instantes. Tamanha "barbeiragem" os impediu de disputar os treinos classificatórios e eles sequer participaram da corrida, assim como Jan Lammers e Geoff Lees, pilotos da Ensign, embora neste último caso por insuficiência de desempenho.
Examinando os bastidores do treino descobriu-se que os bólidos da Renault foram os únicos a superar os 300 km/h na reta de Ímola, mas se na equipe francesa imperava a tranquilidade, na Williams as diatribes de Alan Jones sobre o excesso de chicanes instaladas na pista com o fito de reduzir a velocidade dos carros originaram o conceito de "sinuosidade fantasmagórica". Na Brabham a tensão de Nelson Piquet foi extravasada quando ele trocou sopapos com um fiscal que gesticulava excessivamente para que o brasileiro voltasse à pista ao escapar na Acqua Minerale durante os treinos. Apoplético, o fiscal chutou os pneus do BT49 e aí o caldo entornou, mas nenhuma queixa foi apresentada à direção de prova e o caso entrou para o folclore da categoria. Enquanto isso, a "rádio paddock" estava buliçosa com o anúncio feito pela RAI (Radio Audizioni Italiane) sobre a contratação de Didier Pironi pela Ferrari em lugar de Jody Scheckter para 1981, algo não confirmado por Marco Piccinini, diretor da escuderia italiana. Outro rumor não comprovado envolvia o nome de Mario Andretti como piloto da Alfa Romeo no lugar de Vittorio Brambilla, substituto interino de Patrick Depailler.
A única nota aziaga do fim de semana foi o acidente com um helicóptero que levou mecânicos da Alfa Romeo para Ímola feriando ao todo cinco pessoas, três das quais atingidas em solo pela cauda do aparelho que após levantar voo subiu 45 metros antes de cair.

### Mais uma vez a Renault
René Arnoux inverteu posições com Jean-Pierre Jabouille e conseguiu a pole position no sábado confirmando o aprumo da Renault enquanto Carlos Reutemann exigiu o máximo de sua Williams para ficar em terceiro dividindo fila com Bruno Giacomelli, da Alfa Romeo, para a satisfação do público italiano. Na terceira fila estavam Nelson Piquet, da Brabham, e Alan Jones com a outra Williams. Aliás, graças ao desempenho opaco da Ligier, Frank Williams está às portas de conquistar seu primeiro título de construtores graças aos 25 pontos de vantagem sobre o time de Guy Ligier. Menção honrosa para o oitavo lugar de Gilles Villeneuve com a Ferrari 312T5 numa estreia alvissareira do modelo turbo da escuderia italiana embora o desmotivado Jody Scheckter tenha ficado em décimo sexto. Em relação aos candidatos ao título, duas situações distintas no fim de semanaː Alan Jones rodopiou durante uma volta lançada no treino e Nelson Piquet sagrou-se campeão da Procar em 1980 recebendo, além de um prêmio dinheiro pela vitória, outro pelo título e uma BMW M1, modelo esportivo da fábrica alemã.

### Vitória de Nelson Piquet
No instante da largada, René Arnoux e Jean-Pierre Jaboille saíram à frente enquanto uma falha de embreagem fez Carlos Reutemann estancar propiciando a ascensão de Nelson Piquet ao terceiro lugar com Bruno Giacomelli, Gilles Villeneuve e Hector Rebaque vindo a seguir numa formação desfeita no terceiro giro quando Arnoux e Jabouille mediram forças pela liderança e Piquet, ciente do impasse, superou Arnoux na Acque Minerale e na quarta volta suplantou Jabouille na Rivazza e assumiu a dianteira para não mais perdê-la e quase ao mesmo tempo Vittorio Brambilla encerrou sua carreira na Fórmula 1 graças a um furo de pneu que o lançou para fora da pista, mais o pior ainda estava por virː após cinco voltas, o canadense Gilles Villeneuve bateu violentamente contra a parede de concreto entre as curvas Tamburello e Tosa destroçando sua Ferrari, a qual ricocheteou para o meio da pista. Receoso, o público viu que "o carro ficou destroçado, com as quatro suspensões e rodas arrancadas, sem aerofólio e sem as saias", mas o piloto ergueu-se ileso dos destroços e nada sofreu. Ignorando a causa do acidente (um estouro do pneu traseiro direito surge como hipótese mais forte), o ferrarista acabou homenageado quando batizaram a desditosa curva como "Villeneuve". Bruno Giacomelli estava em quinto lugar com a Alfa Romeo e desviou para a grama, mas abandonou ao passar sobre os destroços da Ferrari.
Sem a impetuosidade de Villeneuve e com as duas Alfa Romeo fora de combate numa prova dominada por Nelson Piquet, os tifosi assistiram ao renascimento de Alan Jones, afinal este tomou o terceiro lugar de Arnoux na décima segunda volta e nesse interregno cabe citar Hector Rebaque, que andou treze voltas em quinto lugar até a quebra da suspensão de sua Brabham na décima oitava passagem. Onze voltas mais tarde, Alan Jones estava em segundo lugar ao ultrapassar Jabouille na Variante Baixa, embora estivesse a treze segundos da liderança. Bem adaptado ao circuito, Piquet aumentava sua vantagem contornando bem os trechos sinuosos de Imola, poupando os freios e aproveitando o bom arranque de sua Brabham, cruzando a linha de chegada quase trinta segundos adiante de Jones, este aborrecido com o resultado finalː "A fraqueza dos meus freios impediu-me de sair atrás de Nelson como deveria fazer para lutar pela vitória", explicou o australiano da Williams. Em sentido inverso, Carlos Reutemann fez valer seu talento na volta quarenta e um ao alcançar a sexta posição. O argentino caiu para último após sua Williams "engasgar" na largada e subiu para terceiro ao deixar para trás Jean-Pierre Jarier, da Tyrrell, e as claudicantes Renault de René Arnoux e Jean-Pierre Jabouille, que ficaram pelo caminho nos momentos seguintes ou por falha mecânica, ou por não atingir a zona de pontuação.
Decorridos quase uma hora e quarenta minutos de prova, Nelson Piquet confirmou a vitória para a alegria de Bernie Ecclestone que, embora pragmático, estava feliz com o triunfo da Brabham e não poderia ser diferente. A seguir vieram Alan Jones e Carlos Reutemann ratificando a Williams como a melhor equipe de 1980 (algo evidente desde meados do ano anterior) com a Lotus de Elio de Angelis em quarto, Keke Rosberg em quinto a bordo de uma Fittipaldi e Didier Pironi em sexto com a Ligier.

### Williams, campeã de 1980
Apenas quem subiu ao pódio terminou a corrida na mesma volta e durante a cerimônia de premiação, cada um dos contemplados entrou para a históriaː Nelson Piquet tornou-se o primeiro piloto a vencer o Grande Prêmio da Itália fora do Autódromo Nacional de Monza desde 1948 quando o francês Jean-Pierre Wimille triunfou na pista de Turim com uma Alfa Romeo. Já Alan Jones e Carlos Reutemann, embora tenham vivido situações opostas durante o domingo, confirmaram a maior glória do time de Frank Williams desde a chegada do mesmo à Fórmula 1 no Grande Prêmio da Espanha de 1969 comandando a Frank Williams Racing Cars, representada na pista por uma Brabham alugada. Oito anos mais tarde o dirigente rompeu a sociedade com a Walter Wolf Racing e criou a atual Williams Grand Prix Engineering, que estreou no Grande Prêmio da Espanha de 1977 e desde então disputou 51 provas até o Grande Prêmio da Itália de 1980 conseguindo seis pole positions e nove vitórias, conquistando o primeiro título mundial de construtores de sua história ao somar 90 pontos no Grande Prêmio da Itália de 1980, com uma diferença de 34 pontos em relação à vice-líder do certame, a Ligier.
Instado a comentar o título da Williams, Bernie Ecclestone soou magnânimoː "Desse modo se faz um ato de justiça, porque os Williams fizeram sempre parte do grupo dos melhores carros do ano". Quanto ao título de pilotos, o chefão da Brabham foi realista ao dizer que "ainda não está dita a última palavra sobre essa disputa" embora nela Nelson Piquet tivesse 54 pontos, um a mais em relação a Alan Jones.

## Classificação

### Treinos
| Pos.   | Nº | Piloto                | Construtor      | Tempo    | Dif.    |
| ------ | -- | --------------------- | --------------- | -------- | ------- |
| 1      | 16 | René Arnoux           | Renault         | 1:33.988 | -       |
| 2      | 15 | Jean-Pierre Jabouille | Renault         | 1:34.339 | + 0.351 |
| 3      | 28 | Carlos Reutemann      | Williams-Ford   | 1:34.686 | + 0.698 |
| 4      | 23 | Bruno Giacomelli      | Alfa Romeo      | 1:34.912 | + 0.924 |
| 5      | 5  | Nelson Piquet         | Brabham-Ford    | 1:34.960 | + 0.972 |
| 6      | 27 | Alan Jones            | Williams-Ford   | 1:35.109 | + 1.121 |
| 7      | 29 | Riccardo Patrese      | Arrows-Ford     | 1:35.618 | + 1.630 |
| 8      | 2  | Gilles Villeneuve     | Ferrari         | 1:35.751 | + 1.763 |
| 9      | 6  | Hector Rebaque        | Brabham-Ford    | 1:35.872 | + 1.884 |
| 10     | 11 | Mario Andretti        | Lotus-Ford      | 1:36.084 | + 2.096 |
| 11     | 21 | Keke Rosberg          | Fittipaldi-Ford | 1:36.091 | + 2.103 |
| 12     | 3  | Jean-Pierre Jarier    | Tyrrell-Ford    | 1:36.181 | + 2.193 |
| 13     | 25 | Didier Pironi         | Ligier-Ford     | 1:36.422 | + 2.434 |
| 14     | 7  | John Watson           | McLaren-Ford    | 1:36.450 | + 2.462 |
| 15     | 20 | Emerson Fittipaldi    | Fittipaldi-Ford | 1:36.758 | + 2.770 |
| 16     | 1  | Jody Scheckter        | Ferrari         | 1:36.827 | + 2.839 |
| 17     | 31 | Eddie Cheever         | Osella-Ford     | 1:36.884 | + 2.896 |
| 18     | 12 | Elio de Angelis       | Lotus-Ford      | 1:36.919 | + 2.931 |
| 19     | 22 | Vittorio Brambilla    | Alfa Romeo      | 1:36.929 | + 2.941 |
| 20     | 26 | Jacques Laffite       | Ligier-Ford     | 1:36.972 | + 2.984 |
| 21     | 50 | Rupert Keegan         | Williams-Ford   | 1:37.169 | + 3.181 |
| 22     | 4  | Derek Daly            | Tyrrell-Ford    | 1:37.215 | + 3.227 |
| 23     | 9  | Marc Surer            | ATS-Ford        | 1:37.270 | + 3.282 |
| 24     | 8  | Alain Prost           | McLaren-Ford    | 1:37.284 | + 3.296 |
| 25     | 43 | Nigel Mansell         | Lotus-Ford      | 1:37.661 | + 3.673 |
| 26     | 30 | Manfred Winkelhock    | Arrows-Ford     | 1:38.212 | + 4.224 |
| 27     | 14 | Jan Lammers           | Ensign-Ford     | 1:38.215 | + 4.227 |
| 28     | 41 | Geoff Lees            | Ensign-Ford     | 1:38.451 | + 4.463 |
| Fonte: |    |                       |                 |          |         |

### Corrida
| Pos.   | Nº | Piloto                | Construtor      | Voltas | Tempo/Diferença   | Grid | Pontos |
| ------ | -- | --------------------- | --------------- | ------ | ----------------- | ---- | ------ |
| 1      | 5  | Nelson Piquet         | Brabham-Ford    | 60     | 1:38:07.52        | 5    | 9      |
| 2      | 27 | Alan Jones            | Williams-Ford   | 60     | + 28.93           | 6    | 6      |
| 3      | 28 | Carlos Reutemann      | Williams-Ford   | 60     | + 1:13.67         | 3    | 4      |
| 4      | 12 | Elio de Angelis       | Lotus-Ford      | 59     | + 1 volta         | 18   | 3      |
| 5      | 21 | Keke Rosberg          | Fittipaldi-Ford | 59     | + 1 volta         | 11   | 2      |
| 6      | 25 | Didier Pironi         | Ligier-Ford     | 59     | + 1 volta         | 13   | 1      |
| 7      | 8  | Alain Prost           | McLaren-Ford    | 59     | + 1 volta         | 24   |        |
| 8      | 1  | Jody Scheckter        | Ferrari         | 59     | + 1 volta         | 16   |        |
| 9      | 26 | Jacques Laffite       | Ligier-Ford     | 59     | + 1 volta         | 20   |        |
| 10     | 16 | René Arnoux           | Renault         | 58     | + 2 voltas        | 1    |        |
| 11     | 50 | Rupert Keegan         | Williams-Ford   | 58     | + 2 voltas        | 21   |        |
| 12     | 31 | Eddie Cheever         | Osella-Ford     | 57     | + 3 voltas        | 17   |        |
| 13     | 3  | Jean-Pierre Jarier    | Tyrrell-Ford    | 54     | Freios            | 12   |        |
| Ret    | 15 | Jean-Pierre Jabouille | Renault         | 53     | Câmbio            | 2    |        |
| Ret    | 9  | Marc Surer            | ATS-Ford        | 45     | Motor             | 23   |        |
| Ret    | 11 | Mario Andretti        | Lotus-Ford      | 40     | Motor             | 10   |        |
| Ret    | 29 | Riccardo Patrese      | Arrows-Ford     | 38     | Motor             | 7    |        |
| Ret    | 4  | Derek Daly            | Tyrrell-Ford    | 33     | Acidente          | 22   |        |
| Ret    | 7  | John Watson           | McLaren-Ford    | 20     | Rolamento de roda | 14   |        |
| Ret    | 6  | Hector Rebaque        | Brabham-Ford    | 18     | Suspensão         | 9    |        |
| Ret    | 20 | Emerson Fittipaldi    | Fittipaldi-Ford | 17     | Acidente          | 15   |        |
| Ret    | 2  | Gilles Villeneuve     | Ferrari         | 5      | Acidente          | 8    |        |
| Ret    | 23 | Bruno Giacomelli      | Alfa Romeo      | 5      | Punção            | 4    |        |
| Ret    | 22 | Vittorio Brambilla    | Alfa Romeo      | 4      | Rodou             | 19   |        |
| DNQ    | 43 | Nigel Mansell         | Lotus-Ford      |        |                   |      |        |
| DNQ    | 30 | Manfred Winkelhock    | Arrows-Ford     |        |                   |      |        |
| DNQ    | 14 | Jan Lammers           | Ensign-Ford     |        |                   |      |        |
| DNQ    | 41 | Geoff Lees            | Ensign-Ford     |        |                   |      |        |
| Fonte: |    |                       |                 |        |                   |      |        |

## Tabela do campeonato após a corrida
| Pos    | Piloto           | Pontos |
| ------ | ---------------- | ------ |
| 1      | Nelson Piquet    | 54     |
| 2      | Alan Jones       | 53     |
| 3      | Carlos Reutemann | 37     |
| 4      | Jacques Laffite  | 32     |
| 5      | René Arnoux      | 29     |
| Fonte: |                  |        |

| Pos    | Equipe        | Pontos |
| ------ | ------------- | ------ |
| 1      | Williams-Ford | 90     |
| 2      | Ligier-Ford   | 56     |
| 3      | Brabham-Ford  | 54     |
| 4      | Renault       | 38     |
| 5      | Tyrrell-Ford  | 12     |
| Fonte: |               |        |

- Nota: Somente as primeiras cinco posições estão listadas e a campeã mundial de construtores surge grafada em negrito. As quatorze etapas de 1980 foram divididas em dois blocos de sete e neles cada piloto podia computar cinco resultados válidos não havendo descartes no mundial de construtores.